# Xocotla (Coscomatepec)
Xocotla es una localidad del estado mexicano de Veracruz. Es parte del municipio de Coscomatepec.

## Toponimia
El nombre «Xocotla» proviene de los términos en náhuatl xocotl, fruta; tla, abundancia. Su significado es «donde abunda la fruta».

## Demografía
| Gráfica de evolución demográfica |
|                                  |

| Censo | Población |
| ----- | --------- |
| 1900  | 504       |
| 1910  | 533       |
| 1921  | 730       |
| 1930  | 808       |
| 1940  | 827       |
| 1950  | 1 211     |
| 1960  | 1 534     |
| 1970  | 1 733     |
| 1980  | 2 592     |
| 1990  | 3 597     |
| 1995  | 3 746     |
| 2000  | 4 635     |
| 2005  | 6 249     |
| 2010  | 7 168     |
| 2020  | 8 735     |